# Samuel Willem Henry

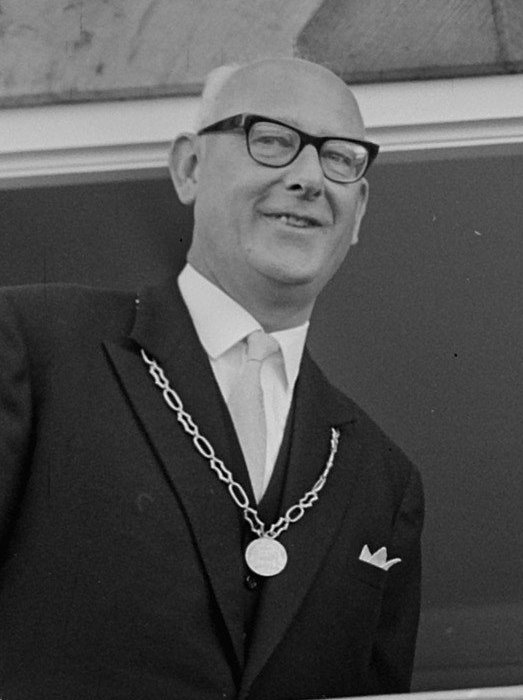
Burgemeester S.W. Henry (1964)

Samuel Willem Henry/Henrij (Aardenburg, 17 februari 1909 – 17 mei 1971) was een Nederlands politicus van de PvdA.
Hij werd geboren als zoon van Johannes Cornelis Christiaan Henrij (banketbakker) en Elizabeth Janneke Weisfelt (dochter van S.W. Weisfelt; burgemeester van Sint Kruis). Vanaf 1939 was hij in Terneuzen werkzaam als afdelingschef bij de N.V. Waterleidingmaatschappij 'Zeeuwsch Vlaanderen'. In 1945 kwam hij in de noodgemeenteraad van Terneuzen en daarna bleef hij daar gemeenteraadslid. In 1962 werd Henry benoemd tot burgemeester van de gemeenten Numansdorp en Klaaswaal. Tijdens dat burgemeesterschap overleed hij in 1971 op 62-jarige leeftijd.